# Mylène Demongeot

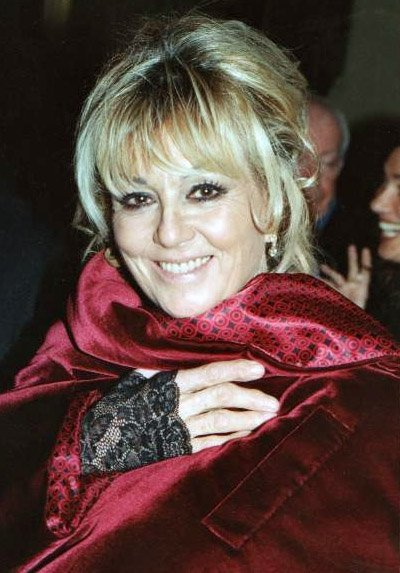
Mylène Demongeot (2005)

Mylène Demongeot, eigentlich Marie-Hélène Demongeot (* 29. September 1935 in Nizza; † 1. Dezember 2022 in Paris), war eine französische Schauspielerin. Sie war zwischen Ende der 1950er-Jahre und Mitte der 1970er-Jahre am erfolgreichsten und spielte u. a. die Rolle der Fotografin Hélène in der Fantomas-Filmreihe.

## Biografie

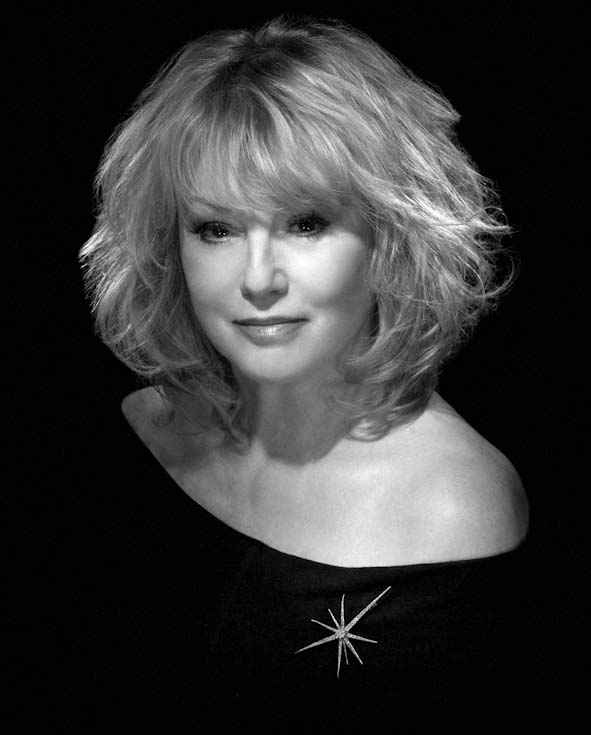
Mylène Demongeot

Marie-Hélène Demongeot, die Tochter einer Ukrainerin, zog im Alter von 13 Jahren mit ihren Eltern nach Paris, wo sie die Ausbildung an der renommierten Schauspielschule Cours Simon abbrach und Unterricht bei der Schauspielerin Marie Ventura nahm. Sie feierte ihr Filmdebüt mit Léonide Moguys Drama Kinder der Liebe (1953) und zierte zeitgleich aufgrund ihrer Beziehung zu dem Fotografen Henri Coste als Fotomodell die Titelblätter diverser europäischer Magazine. Zum Durchbruch verhalf ihr der belgische Filmregisseur Raymond Rouleau, der sie 1957 neben Simone Signoret und Yves Montand für seinen Spielfilm Die Hexen von Salem (Gemeinschaftsproduktion Frankreich-DDR), einer Adaption Jean-Paul Sartres nach Arthur Millers Drama Hexenjagd, verpflichtete. Die Rolle der Abigail machte sie weltweit bekannt und brachte ihr 1958 eine Nominierung als beste Nachwuchsdarstellerin für den British Academy Film Award sowie zusammen mit Filmpartnerin Simone Signoret den Darstellerpreis auf dem Internationalen Filmfestival von Karlsbad ein.
Nach diesem Erfolg avancierte sie zu einem Sexsymbol der 1950er, 1960er und 1970er Jahre mit internationalen Rollenangeboten. Demongeot war unter anderem als Verführerin von David Niven in der Françoise-Sagan-Verfilmung Bonjour Tristesse (1958) zu sehen und mimte die skrupellose Lady de Winter neben Gérard Barray in einem Zweiteiler um Die drei Musketiere (1961). Im selben Jahr drehte sie auch mit Roger Moore und Jean Marais den Abenteuerfilm Der Raub der Sabinerinnen. Enorme Popularität brachte ihr der Part der Fotografin Hélène in der Fantomas-Trilogie mit Jean Marais und Louis de Funès ein. Mitte der 1980er Jahre, nach Bertrand Bliers Komödie Abendanzug (1986), schien die Karriere der 1,65 Meter großen Schauspielerin zu stagnieren. Sie arbeitete nun überwiegend für das italienische Fernsehen, wo sie in der Big-Man-Reihe von Stefano „Steno“ Vanzina neben Bud Spencer erschien. Erst 1994 kehrte sie mit Liliane de Kermadecs Spielfilm La Piste du télégraphe wieder zum französischen Kino zurück, in dem sie als Ladenbetreiberin Muriel neben Jelena Safonowa auftrat.
Von 1958 bis 1968 war Demongeot mit dem Pariser Fotografen Henri Coste, von 1968 bis zu seinem Tod mit dem französischen Regisseur und Drehbuchautor Marc Simenon (1939–1999), dem Sohn des bekannten Kriminalschriftstellers Georges Simenon, verheiratet. Das Paar gründete die Filmproduktionsfirma Kangourou, die in den 1970er Jahren unter anderem die gemeinsamen Filmprojekte Pilzgift (1970), L’explosion (1971), J’ai mon voyage! (1973), Der Rücksichtslose (1974) oder Dennis Berrys Die große Ekstase (1975) verwirklichte. 2001 veröffentlichte Demongeot unter dem Titel Tiroirs secrets (dt.: Schubladen-Geheimnisse) ihre Autobiografie.
Zuletzt agierte die Schauspielerin, die in über 80 Film- und Fernsehproduktionen vor der Kamera stand, neben Gérard Depardieu und Daniel Auteuil in dem Kriminalfilm 36 – Tödliche Rivalen, für den sie 2005 für den renommierten französischen Filmpreis César nominiert wurde. Ein Jahr später, am 14. Juli 2006, wurde Demongeot vom französischen Kulturminister zum Commandeur des arts et des lettres ernannt. 2007 erhielt sie für ihre Nebenrolle als Katia in Jacques Fieschis Literaturverfilmung La Californie mit Nathalie Baye eine weitere César-Nominierung.
Mylène Demongeot starb am 1. Dezember 2022 im Alter von 87 Jahren an den Folgen von Bauchfellkrebs in einem Pariser Krankenhaus.

## Filmografie (Auswahl)
- 1958: Bonjour Tristesse
- 1957: Die Hexen von Salem (Les Sorcières de Salem)
- 1957: Im Rausch der Sinne (Une manche et la belle)
- 1958: Bonjour Tristesse
- 1958: Sei schön und halt den Mund (Sois belle et tais-toi)
- 1958: Die Nacht und ihr Preis (Cette nuit-là)
- 1959: Der Sturm bricht los (Le vent se lève)
- 1959: Mal diese – mal jene (Faibles femmes)
- 1959: Die Schlacht von Marathon (La Battaglia di Maratona)
- 1959: Treppauf – treppab (Upstairs and Downstairs)
- 1959: Wir von der Straße (La notte brava)
- 1960: Unter zehn Flaggen (Sotto dieci bandiere)
- 1960: Liebesnächte in Rom (Un amore a Roma)
- 1961: Sommer der Verfluchten (The Singer Not the Song)
- 1961: Die drei Musketiere (Les Trois Mousquetaires)
- 1961: Der Raub der Sabinerinnen (Il ratto delle Sabine)
- 1962: Das Gold der Cäsaren (Oro per i cesari)
- 1963: Alles wegen dieser Frauen (À cause, à cause d’une femme)
- 1964: Gangster, Gold und flotte Mädchen (L’Appartement des filles)
- 1964: Fantomas (Fantômas)
- 1964: Onkel Toms Hütte
- 1965: OSS 117 – Pulverfaß Bahia (Furia à Bahia pour OSS 117)
- 1965: Fantomas gegen Interpol (Fantômas se déchaîne)
- 1966: Bel Ami 2000 oder Wie verführt man einen Playboy
- 1966: Geliebter Schuft (Tendre voyou)
- 1967: Fantomas bedroht die Welt (Fantômas contre Scotland Yard)
- 1968: Wo, bitte, gibt’s Bier an der Front? (The Private Navy of Sgt. O’Farrell)
- 1969: Zwölf plus eins (Una su 13)
- 1970: Pilzgift (L’assassin frappe à l’aube)
- 1972: Die Rebellen (Quelques arpents de neige)
- 1974: Der Rücksichtslose (Par le sang des autres)
- 1975: Gefährlich lebt sich’s besser (Il faut vivre dangereusement)
- 1983: Schockpolizisten bzw. Blut auf dem Asphalt (Flics de choc)
- 1984: Ich habe die Ehre (Série noire: J’ai bien l’honneur, TV)
- 1984: Die Prinzessin und der Fotograf (Princess and the Photographer)
- 1986: Abendanzug (Tenue de soirée)
- 1988: Jack Clementi – Der große Coup (Big Man – 395 dollari l’oncia, TV)
- 1989: Jack Clementi – Der Clan der Fälscher (Big Man – La fanciulla che ride, TV)
- 1989: Jack Clementi – Strahlen des Todes (Big Man – Boomerang, TV)
- 1989: Jack Clementi – Im Netz der Drogenmafia (Big Man – Polizza droga, TV)
- 1992: Ferien im Fegefeuer (Vacances au purgatoire, TV)
- 2004: Nächtliche Irrfahrt (Feux rouges)
- 2004: 36 – Tödliche Rivalen (36 Quai des Orfèvres)
- 2006: Camping
- 2006: La Californie
- 2010: Camping 2
- 2013: Madame empfiehlt sich (Elle s’en va)
- 2016: Camping 3
- 2017: Ein Kuss von Béatrice (Sage femme)
- 2017: Kommissar Caïn (Caïn, Fernsehserie, 1 Folge)

## Auszeichnungen

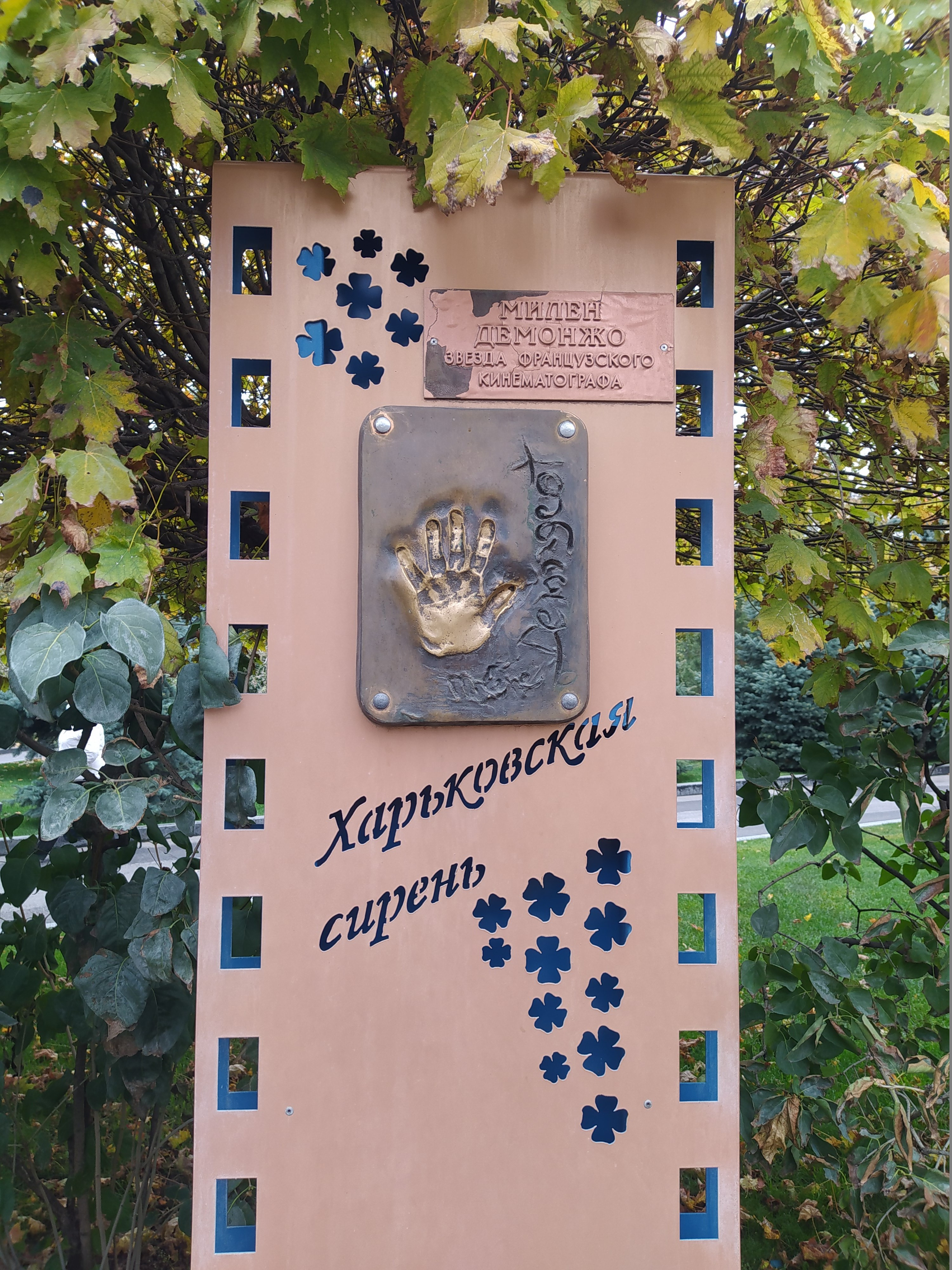
Handabdruck von Mylène Demongeot, Allee der geehrten Gäste des Filmfestivals Kharkov Lilac

### Ehrungen
- 2006: Kommandeur des Ordre des Arts et des Lettres[4]
- 2017: Ritter der Ehrenlegion[5]

### César
- 2005: nominiert als Beste Nebendarstellerin für 36 – Tödliche Rivalen
- 2007: nominiert als Beste Nebendarstellerin für La Californie

### Weitere
Internationales Filmfestival Karlovy Vary
- 1957: Beste Darstellerin für Die Hexen von Salem

British Academy Film Award
- 1958: nominiert als Beste Nachwuchsdarstellerin für Die Hexen von Salem

## Werke
- Tiroirs secrets. Paris, Pocket, 2003. ISBN 2-266-13666-6